# Natangen

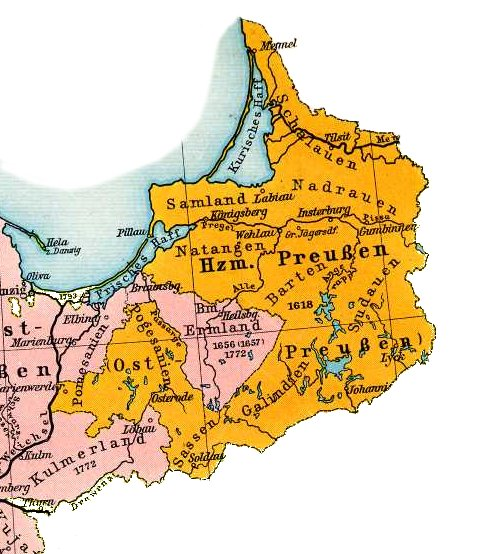
Natangen in Pruisen in 1648

Natangen (Pools en Latijn: Natangia) is een historische landstreek in het Oostzeegebied, die thans deel uitmaakt van Polen en de Russische exclave Kaliningrad. Het gebied wordt begrensd door het Wislahaf (voor 1945 Frisches Haff) in het westen, Ermland (Warmia) in het zuiden, Samland in het noorden en Barten in het oosten, waarbij de Pregolja (voor 1945 Pregel) de noordgrens vormt en de Łyna (voor 1945 Alle) de oostgrens. Tot 1945 maakte het gebied deel uit van de Duitse provincie Oost-Pruisen. 
Het gebied is genoemd naar een van de stammen van de Baltische Pruisen (Pruzzen), die de oudst bekende bevolking van het gebied vormden. In 1231 bezat de Deense koning versterkingen in Natangen. Kort na 1230 probeerden de ridders van de Duitse Orde zich er te vestigen maar ze werden eerst verjaagd door de Pruzzen. In 1240 wisten ze zich te verschansen aan de kust in een onneembare vesting (Balk) en van daaruit werd het gebied met hulp van bondgenoten onder de Pruzzen veroverd. In 1242 vochten de Pruzzen van Natangen in samenwerking met die uit de omringende landstreken zich vrij in een grote opstand die ze tot 1249 volhielden. Toen moesten ze zich overgeven en werden ze gedwongen bekeerd tot het christelijk geloof. In de 14de eeuw werden enkele steden gesticht en met burgers uit het noorden van Duitsland bevolkt. Tevens vestigden zich er Duitse boerenkolonisten, die in verloop van enkele eeuwen samensmolten met de Pruzzen tot ‘Oost-Pruisen’. Het gebied had ook, maar dan in mindere mate, te lijden van de pestepidemieën die in de 17de eeuw het oosten van Oost-Pruisen teisterden en ontvolkten.
In 1945 werd het noordelijk deel geannexeerd door de Sovjet-Unie en bij de oblast Kaliningrad gevoegd. Het zuiden kwam aan Polen en werd bij de woiwodschap Ermland-Mazurië gevoegd. De bevolking, voor zover niet gevlucht, werd geïnterneerd en later uitgewezen.
De huidige Russische respectievelijk Poolse bevolking van het gebied kwam hier na de vlucht en verdrijving van de Duitse bevolking in 1945 .
Barten · Ermland · Galindië · Kulmerland · Nadrauen · Natangen · Pogesanië · Pomesanië · Samland · Sassen · Schalauen · Sudauen